# بقرصونا
بقرصونا أو بقرصونة هي قرية لبنانية من قرى قضاء الضنية في محافظة الشمال.

## الموارد الاقتصادية
يعتمد أهالي بقرصونا بالدرجة الأولى على الزراعة، كزراعة التفاح الإجاص وعدة مزروعات أخرى.
يوجد في بقرصونا العديد من الموظفين في القطاع العام وأهمه قطاع التعليم لأكثر من 100معلم ومعلمة كما ويوجد العديد من موظفي الوزارات العامة ونخص بالذكر منهم مدير عام الطيران المدني في لبنان أما في بلاد الاغتراب فلا يوجد إحصاء دقيق لعدد المغتربين من أهالي بقرصونا ولكنهم يتوزعون على عدة دول وأهمها أستراليا حيث يوجد في مدينة سيدني أكبر تجمع لأهالي بقرصونا.

## الموارد المائية
ينبع من بقرصونا نبع السكر.
ويقام حاليا سد بريصا في أعالي خراج بقرصونا وهذا السد المائي الضخم هو ثالث أكبر سد في لبنان بعد سد القرعون وسد شبروح ويتوقع أن يسد حاجة قضاء الضنية من مياه الري كافة. وأخيرا نذكر جرد مربين الذي يملكه أهالي بقرصونا وهو أراضي زراعية عزراء بكل معنى الكلمة ويزرع فيه جميع أنواع المزروعات الصيفية والقمح ويتميز جرد مربين بعدد الينابيع التي تتدفق فية مشكّلا منظراً خلابا ومرتعا لمحبي رياضة السير في الطبيعة.